# Mạc phủ
Mạc phủ  (幕府 (Mạc phủ) Bakufu) là hành dinh và là chính quyền của tầng lớp võ sĩ Nhật Bản. Thông thường, hành dinh là nơi sống và lãnh đạo của người đứng đầu chính quyền quân sự, tức vị tổng tư lệnh quân đội - Tướng quân (将軍 (Tướng quân) Shōgun). Chế độ Mạc phủ kéo dài từ năm 1192 cho đến năm 1867 trong khi triều đình Thiên hoàng chỉ làm bù nhìn. Có thể so sánh Mạc phủ của Nhật Bản với chính quyền của các chúa Trịnh và chúa Nguyễn vào thời Lê Trung Hưng trong lịch sử Việt Nam.
Mạc (幕) trong từ Mạc phủ nghĩa là bức màn, bức rèm. Còn Phủ (府) là nơi để tài liệu, tài sản của quan lại, mở rộng ra thành nghĩa là cơ quan nhà nước. Thời kỳ Chiến Quốc ở Trung Quốc, tướng quân nghe lệnh vua ra trận thường trú trong các nhà vải gọi là 幕府. Sau đó, thuật ngữ này truyền tới Nhật Bản. Tới thời kỳ Kamakura thì bắt đầu mang nghĩa là chính quyền quân sự. Mạc phủ đầu tiên trong lịch sử Nhật Bản là Mạc phủ Kamakura do Minamoto no Yoritomo lập ra. Trong lịch sử Nhật Bản, đã từng có ba Mạc phủ.
Có hai cách gọi tên các Mạc phủ. Một là dựa vào nơi chính quyền quân sự này đặt bản doanh. Từ đó có Mạc phủ Kamakura, Mạc phủ Muromachi, Mạc phủ Edo. Hai là dựa vào họ của vị Shōgun. Từ đó có Mạc phủ Ashikaga, Mạc phủ Tokugawa.
| Mạc phủ           | Thời kỳ           | Nơi đóng | Người sáng lập       | Dòng họ Tướng quân        |
| ----------------- | ----------------- | -------- | -------------------- | ------------------------- |
| Mạc phủ Kamakura  | Thời kỳ Kamakura  | Kamakura | Minamoto no Yoritomo | Genji và các dòng họ khác |
| Mạc phủ Muromachi | Thời kỳ Muromachi | Kyoto    | Ashikaga Takauji     | Ashikaga Uji              |
| Mạc phủ Edo       | Thời kỳ Edo       | Edo      | Tokugawa Ieyasu      | Tokugawa Uji              |

Đến thế kỷ XIX, chính quyền Mạc phủ ngày càng suy yếu, bị các nước đế quốc phương Tây như Anh, Pháp, Hoa Kỳ buộc phải ký kết những hiệp ước bất bình đẳng, lại còn phải đối phó với phong trào đấu tranh của nông dân và nhân dân thành thị. Từ năm 1867 đến năm 1868, trong cuộc Minh Trị Duy Tân dưới ngọn cờ của Thiên hoàng Minh Trị (được sự ủng hộ của các lãnh chúa Daimyō cùng tầng lớp tư sản), Mạc phủ Tokugawa sụp đổ, Hoàng gia lấy lại đại quyền.